# Olympische Sommerspiele 1984/Teilnehmer (China)
| Gelbes Symbol für Goldmedaillen mit stilisierten Olympischen Ringen | Graues Symbol für Silbermedaillen mit stilisierten Olympischen Ringen | Braundes Symbol für Bronzemedaillen mit stilisierten Olympischen Ringen |
| ------------------------------------------------------------------- | --------------------------------------------------------------------- | ----------------------------------------------------------------------- |
| 15                                                                  | 8                                                                     | 9                                                                       |

Die Volksrepublik China nahm an den XXIII. Olympischen Sommerspielen 1984 in Los Angeles zum zweiten Mal nach der symbolischen Teilnahme 1952 an Sommerspielen teil. Die Teilnahme war möglich geworden, nachdem der Namensstreit mit der Republik China, der zu einem jahrzehntelangen Boykott der Spiele geführt hatte, beigelegt werden konnte. Die Republik China trat in Los Angeles erstmals unter dem konstruierten Namen “Chinesisch Taipeh” an.
Das Land nahm mit einer Delegation von 215 Athleten (132 Männer und 83 Frauen) an 105 Wettkämpfen in 19 Sportarten teil. Fahnenträger bei der Eröffnungsfeier war der Basketballer Wang Libin.

## Medaillengewinner

### Gold
- Chen Weiqiang
- Li Ning
Turnen, Boden, Männer
Turnen, Ringe, Männer
Turnen, Seitpferd, Männer
- Li Yuwei
- Lou Yun
- Luan Jujie
- Ma Yanhong
- Wu Shude
- Wu Xiaoxuan
- Xu Haifeng
- Yao Jingyuan
- Zeng Guoqiang
- Zhou Jihong
- Chinesische Volleyballnationalmannschaft der Frauen (Hou Yuzhu, Jiang Ying, Lang Ping, Li Yanjun, Liang Yan, Su Huijuan, Yang Xiaojun, Yang Xilan, Zhang Rongfang, Zheng Meizhu, Zhou Xiaolan und Zhu Ling)

### Silber
- Lai Runming
- Li Lingjuan
Bogenschießen, Einzel, Frauen
- Li Ning
Turnen, Mehrkampf, Mannschaft, Männer
- Li Yuejiu
Turnen, Mehrkampf, Mannschaft, Männer
- Li Xiaoping
Turnen, Mehrkampf, Mannschaft, Männer
- Lou Yun
Turnen, Boden, Männer
Turnen, Mehrkampf, Mannschaft, Männer
- Tan Liangde
- Tong Fei
Turnen, Reck, Männer
Turnen, Mehrkampf, Mannschaft, Männer
- Xu Zhiqiang
Turnen, Mehrkampf, Mannschaft, Männer
- Zhou Peishun

### Bronze
- Huang Shiping
- Li Kongzheng
- Li Ning
- Wang Yifu
- Wu Xiaoxuan
- Zhu Jianhua
- Turnmannschaft Damen (Ma Yanhong, Zhou Qiurui, Zhou Ping, Chen Yongyan, Huang Qun, Wu Jiani und Ming Guixiu)
- Basketballnationalmannschaft Frauen (Song Xiaobo, Lijuan Xiu, Chen Yuefang, Zheng Haixia, Qiu Chen, Li Xiaoqin, Zhang Hui, Cong Xuedi, Zhang Yueqin, Ba Yan, Wang Jun und Liu Qing)
- Handballnationalmannschaft der Frauen (Wu Xinjiang, Liu Yumei, Chen Jing, Zhang Weihong, Gao Xiumin, Wang Linwei, Liu Liping, Zhang Peijun, Sun Xiulan, Li Lan, Wang Mingxing, Chen Zheng, Guo Yingze, He Jianping und Zhu Juefeng)

## Teilnehmer nach Sportarten

### Basketball
| Männer - 10. Platz - Kader Hu Zhangbao Huang Yunlong Ji Zhaoguang Kuang Lubin Li Yaguang Liu Jianli Lu Jinqing Sun Fengwu Wang Haibo Wang Libin Zhang Bin | Frauen - Bronze - Kader Ba Yan Chen Yuefang Cong Xuedi Li Xiaoqin Liu Qing Qiu Chen Song Xiaobo Wang Jun Xiu Lijuan Zhang Hui Zhang Yueqin Zheng Haixia |

### Bogenschießen
| Männer - Ba Yongshan Einzel: 18. Platz - Zhang Zheng Einzel: 36. Platz - Feng Zemin Einzel: 38. Platz | Frauen - Li Lingjuan Einzel: Silber - Wu Yanan Einzel: 8. Platz - Wang Jin Einzel: 18. Platz |

### Fechten
| Männer - Liu Yunhong Florett, Einzel: 10. Platz Florett, Mannschaft: 7. Platz Säbel, Mannschaft: 5. Platz - Chu Shisheng Florett, Einzel: 15. Platz Florett, Mannschaft: 7. Platz - Yu Yifeng Florett, Einzel: 32. Platz Florett, Mannschaft: 7. Platz - Cui Yining Florett, Mannschaft: 7. Platz Degen, Einzel: 23. Platz Degen, Mannschaft: 6. Platz - Wang Wei Florett, Mannschaft: 7. Platz - Zhang Jian Florett, Mannschaft: 7. Platz - Zhao Zhizhong Degen, Einzel: 25. Platz Degen, Mannschaft: 6. Platz - Zong Xiangqing Degen, Einzel: 30. Platz Degen, Mannschaft: 6. Platz - Pang Jin Degen, Mannschaft: 6. Platz - Chen Jinchu Säbel, Einzel: 14. Platz Säbel, Mannschaft: 5. Platz - Wang Ruiji Säbel, Einzel: 16. Platz Säbel, Mannschaft: 5. Platz - Liu Guozhen Säbel, Einzel: 26. Platz Säbel, Mannschaft: 5. Platz - Yang Shisen Säbel, Mannschaft: 5. Platz | Frauen - Jujie Luan Florett, Einzel: Gold Florett, Mannschaft: 5. Platz - Zhu Qingyuan Florett, Einzel: 11. Platz Florett, Mannschaft: 5. Platz - Li Huahua Florett, Einzel: 13. Platz Florett, Mannschaft: 5. Platz - Wu Qiuhua Florett, Mannschaft: 5. Platz - Zhu Minzhu Florett, Mannschaft: 5. Platz |

### Gewichtheben
Männer
- Zeng Guoqiang
Fliegengewicht: Gold

- Zhou Peishun
Fliegengewicht: Silber

- Wu Shude
Bantamgewicht: Gold

- Lai Runming
Bantamgewicht: Silber

- Chen Weiqiang
Federgewicht: Gold

- Wang Guofeng
Federgewicht: DNF

- Yao Jingyuan
Leichtgewicht: Gold

- Ma Jianping
Leichtgewicht: 8. Platz

- Li Shunzhu
Mittelgewicht: 5. Platz

- Ma Wenguang
Mittelschwergewicht: 11. Platz

### Handball
Frauen
- Bronze

- Kader
Chen Zhen
Gao Xiumin
He Jianping
Li Lan
Liu Liping
Liu Yumei
Sun Xiulan
Wang Linwei
Wang Mingxing
Wu Xingjiang
Zhang Peijun
Zhang Weihong
Zhu Juefeng

### Judo
Männer
- Zhang Guojun
Ultraleichtgewicht: 18. Platz

- Wang Shengli
Halbleichtgewicht: 20. Platz

- Yi Dexin
Leichtgewicht: 13. Platz

- Liu Junlin
Halbmittelgewicht: 14. Platz

- Xu Guoqing
Offene Klasse: 5. Platz

### Kanu
Männer
- Gao Ludong & Shen Yongjin
Kajak-Zweier, 500 Meter: Hoffnungslauf

- Chu Zhengyong & Peng Bo
Kajak-Zweier, 1000 Meter: Hoffnungslauf

### Leichtathletik
| Männer - Yu Zhuanghui 100 Meter: Viertelfinale 200 Meter: Vorläufe - Yu Zhicheng 110 Meter Hürden: Halbfinale - Li Jieqiang 110 Meter Hürden: Halbfinale - Zhang Fuxin 20 Kilometer Gehen: 27. Platz 50 Kilometer Gehen: 15. Platz - Zhu Jianhua Hochsprung: Bronze - Liu Yunpeng Hochsprung: 7. Platz - Cai Shu Hochsprung: 8. Platz - Yang Weimin Stabhochsprung: 10. Platz - Ji Zebiao Stabhochsprung: 17. Platz in der Qualifikation - Liu Yuhuang Weitsprung: 5. Platz - Wang Shijie Weitsprung: 18. Platz in der Qualifikation - Zou Zhenxian Dreisprung: 4. Platz - Weng Kangqiang Zehnkampf: 15. Platz | Frauen - Liu Huajin 100 Meter Hürden: Halbfinale - Zheng Dazhen Hochsprung: 7. Platz - Yang Wenqin Hochsprung: 9. Platz - Ge Ping Hochsprung: 21. Platz in der Qualifikation - Liao Wenfen Weitsprung: 15. Platz in der Qualifikation - Li Meisu Kugelstoßen: 5. Platz - Yang Yanqin Kugelstoßen: 10. Platz - Jiao Yunxiang Diskuswurf: 11. Platz - Zhu Hongyang Speerwurf: 19. Platz in der Qualifikation |

### Radsport
| Männer - Han Shuxiang, Liu Fu, Wang Wanqiang & Zeng Bo 100 Kilometer Mannschaftszeitfahren: 21. Platz | Frauen - Lu Suyan Straßenrennen: 31. Platz - Wang Li Straßenrennen: 36. Platz - Lu Yu'e Straßenrennen: 41. Platz |

### Rhythmische Sportgymnastik
Frauen
- Wang Xiurong
Einzel: 23. Platz in der Qualifikation

- Huang Xianyuan
Einzel: 32. Platz in der Qualifikation

### Ringen
Männer
- Li Haisheng
Halbfliegengewicht, griechisch-römisch: 7. Platz

- Hu Richa
Fliegengewicht, griechisch-römisch: 4. Platz

- Zhang Dequn
Federgewicht, griechisch-römisch: 2. Runde

- Gao Wenhe
Halbfliegengewicht, Freistil: 4. Platz

- Liang Dejin
Fliegengewicht, Freistil: 8. Platz

- Guanbunima 
Bantamgewicht, Freistil: 7. Platz

- Ren Qin
Leichtgewicht, Freistil: 3. Runde

### Rudern
| Männer - Gu Jiahong, Liu Baogang, Tang Hongwei & Wang Hongbing Vierer ohne Steuermann: 10. Platz | Frauen - Chen Changfeng, Huang Meixia, Shi Meiping, Yang Xiao & Zhang Liming Vierer mit Steuerfrau: 8. Platz |

### Schießen
| Männer - Du Xuean Schnellfeuerpistole: 13. Platz - Li Zhongqi Schnellfeuerpistole: 13. Platz - Xu Haifeng Freie Pistole: Gold - Wang Yifu Freie Pistole: Bronze - Xu Xiaoguang Luftgewehr: 30. Platz Kleinkaliber, Dreistellungskampf: 22. Platz Kleinkaliber, liegend: 30. Platz - Hua Jiansheng Luftgewehr: 36. Platz - Lin Jicheng Kleinkaliber, Dreistellungskampf: 32. Platz - Jiang Rong Kleinkaliber, liegend: 30. Platz - Li Yuwei Laufende Scheibe: Gold - Huang Shiping Laufende Scheibe: Bronze | Offene Klasse - Zhu Changfu Skeet: 11. Platz - Wu Lanying Skeet: 19. Platz | Frauen - Liu Haiying Sportpistole: 4. Platz - Wen Zhifang Sportpistole: 6. Platz - Wu Xiaoxuan Luftgewehr: Bronze Kleinkaliber, Dreistellungskampf: Gold - Liu Renqing Luftgewehr: 9. Platz - Jin Dongxiang Kleinkaliber, Dreistellungskampf: 6. Platz |

### Schwimmen
| Männer - Chen Qin 4 × 100 Meter Freistil: 15. Platz 200 Meter Lagen: 24. Platz - Feng Dawei 4 × 100 Meter Freistil: 15. Platz 200 Meter Lagen: 25. Platz - Jin Fu 100 Meter Brust: 17. Platz 200 Meter Brust: 26. Platz 4 × 100 Meter Lagen: 11. Platz - Li Zhongyi 100 Meter Rücken: 30. Platz - Mu Lati 100 Meter Freistil: 31. Platz 4 × 100 Meter Freistil: 15. Platz 4 × 100 Meter Lagen: 11. Platz - Shen Jianqiang 100 Meter Freistil: 32. Platz 200 Meter Freistil: 34. Platz 4 × 100 Meter Freistil: 15. Platz - Wang Hao 100 Meter Rücken: 23. Platz 200 Meter Rücken: 28. Platz 4 × 100 Meter Lagen: 11. Platz - Wang Lin 100 Meter Brust: disqualifiziert nach Vorlauf - Zheng Jian 100 Meter Schmetterling: 27. Platz 4 × 100 Meter Lagen: 11. Platz | Frauen - Ding Jilian 100 Meter Freistil: 22. Platz 4 × 100 Meter Lagen: 9. Platz - Guo Huaying 100 Meter Rücken: 25. Platz 4 × 100 Meter Lagen: 9. Platz - Li Jinlan 100 Meter Schmetterling: 20. Platz 4 × 100 Meter Lagen: 9. Platz - Liang Weifen 100 Meter Brust: 20. Platz 4 × 100 Meter Lagen: 9. Platz - Yan Hong 100 Meter Freistil: 26. Platz 200 Meter Rücken: 27. Platz 200 Meter Lagen: 21. Platz |

### Segeln
- Tang Qingcai
Windsurfen: 25. Platz

- Tu Guangming
Finn-Dinghy: 25. Platz

- Xu Xianyuan & Zheng Kaiping
470er: 24. Platz

### Turnen
| Männer - Li Ning Einzelmehrkampf: Bronze Mannschaftsmehrkampf: Silber Boden: Gold Pferd: Silber Barren: 6. Platz Reck: 34. Platz in der Qualifikation Ringe: Gold Seitpferd: Gold - Li Xiaoping Einzelmehrkampf: 12. Platz in der Qualifikation Mannschaftsmehrkampf: Silber Boden: 14. Platz in der Qualifikation Pferd: 25. Platz in der Qualifikation Barren: 20. Platz in der Qualifikation Reck: 16. Platz in der Qualifikation Ringe: 23. Platz in der Qualifikation Seitpferd: 17. Platz in der Qualifikation - Li Yuejiu Einzelmehrkampf: 15. Platz in der Qualifikation Mannschaftsmehrkampf: Silber Boden: 16. Platz in der Qualifikation Pferd: 16. Platz in der Qualifikation Barren: 16. Platz in der Qualifikation Reck: 10. Platz in der Qualifikation Ringe: 40. Platz in der Qualifikation Seitpferd: 22. Platz in der Qualifikation - Lou Yun Einzelmehrkampf: 10. Platz in der Qualifikation Mannschaftsmehrkampf: Silber Boden: Silber Pferd: Gold Barren: 11. Platz in der Qualifikation Reck: 4. Platz Ringe: 15. Platz in der Qualifikation Seitpferd: 43. Platz in der Qualifikation - Tong Fei Einzelmehrkampf: 4. Platz Mannschaftsmehrkampf: Silber Boden: 8. Platz in der Qualifikation Pferd: 10. Platz in der Qualifikation Barren: 4. Platz Reck: Silber Ringe: 4. Platz Seitpferd: 4. Platz - Xu Zhiqiang Einzelmehrkampf: 7. Platz Mannschaftsmehrkampf: Silber Boden: 4. Platz in der Qualifikation Pferd: 10. Platz in der Qualifikation Barren: 6. Platz in der Qualifikation Reck: 3. Platz in der Qualifikation Ringe: 6. Platz in der Qualifikation Seitpferd: 9. Platz in der Qualifikation | Frauen - Chen Yongyan Einzelmehrkampf: 8. Platz Mannschaftsmehrkampf: Bronze Boden: 10. Platz in der Qualifikation Pferd: 8. Platz Stufenbarren: 18. Platz in der Qualifikation Schwebebalken: 7. Platz - Huang Qun Einzelmehrkampf: 21. Platz in der Qualifikation Mannschaftsmehrkampf: Bronze Boden: 16. Platz in der Qualifikation Pferd: 21. Platz in der Qualifikation Stufenbarren: 34. Platz in der Qualifikation Schwebebalken: 15. Platz in der Qualifikation - Ma Yanhong Einzelmehrkampf: 6. Platz Mannschaftsmehrkampf: Bronze Boden: 6. Platz Pferd: 20. Platz in der Qualifikation Stufenbarren: Gold Schwebebalken: 5. Platz - Wu Jiani Einzelmehrkampf: 9. Platz in der Qualifikation Mannschaftsmehrkampf: Bronze Boden: 16. Platz in der Qualifikation Pferd: 32. Platz in der Qualifikation Stufenbarren: 4. Platz in der Qualifikation Schwebebalken: 3. Platz in der Qualifikation - Zhou Ping Einzelmehrkampf: 7. Platz Mannschaftsmehrkampf: Bronze Boden: 18. Platz in der Qualifikation Pferd: 5. Platz Stufenbarren: 6. Platz Schwebebalken: 12. Platz in der Qualifikation - Zhou Qiurui Einzelmehrkampf: 19. Platz in der Qualifikation Mannschaftsmehrkampf: Bronze Boden: 4. Platz Pferd: 11. Platz in der Qualifikation Stufenbarren: 30. Platz in der Qualifikation Schwebebalken: 26. Platz in der Qualifikation |

### Volleyball
| Männer - 8. Platz - Kader Cao Ping Ju Jixin Liu Changcheng Shen Keqin Song Jinwei Xiao Qingsong Yan Jianming Yang Liqun Yu Juemin Zhang Yousheng Zhao Feng Zuo Yue | Frauen - Gold - Kader Hou Yuzhu Jiang Ying Lang Ping Li Yanjun Liang Yan Yang Xiaojun Yang Xilan Zhang Rongfang Zheng Meizhu Zhu Ling |

### Wasserball
Männer
- 9. Platz

- Kader
Cai Shengliu
Cai Tianxiong
Chen Zhixiong
Deng Jun
Huang Long
Huang Ying
Li Jianming
Pan Shenghua
Qu Baowei
Song Weigang
Wang Xiaotian
Zhao Bilong

### Wasserspringen
| Männer - Tan Liangde Kunstspringen: Silber - Li Hongping Kunstspringen: 4. Platz - Li Kongzheng Turmspringen: Bronze - Tong Hui Turmspringen: 4. Platz | Frauen - Li Yihua Kunstspringen: 4. Platz - Li Qiaoxian Kunstspringen: 5. Platz - Zhou Jihong Turmspringen: Gold - Chen Xiaoxia Turmspringen: 4. Platz |